# Мехті II
Мехті II (бл. 1760–1830) — 12-й Тарковський шамхал, дербентський хан в 1806—1813 роках, військовий діяч Російської імперії.

## Життєпис
Походив з роду володарів тарковського шахматства. Син Баммата II, тарковського шамхала. Народився близько 1760 року. Після смерті батька 1794 року вступив у боротьбу за владу з братами. 1796 року брав участь у російсько-перській війні, яка полягала переважно у боротьбі проти Кубинсько-Дербентського ханства. Того ж року після захоплення Дербенту дружина Мехті II — Пері-Джан-ханум (донька кубинсько-дербентського хана Фаталі) — призначається правителькою міста.
1797 року за підтримки російського уряду визнаний тарковським шамхалом. Проводив проросійську політику в Дагестані. Отримав чин російського таємного радника.
1800 року офіційно визнав зверхність Російської імперії, був прийнятий в її підданство. Невдовзі отримав звання генерал-лейтенанта. 1804 року долучився на Боці Росії з початком нової війни проти Персії. На дяку 1806 року призначається дербентським ханом. Втім це було тимчасово, оскільки росіянам необхідна була законна підстава затвердитися в цих землях. 1813 року після укладання Гюлістанського договору Дербентське ханство було приєднано до імперії. Натомість Мехті II отримав 10 сіл.
З 1818 року допомагав росіянам під час Кавказької війни, зокрема у будівництві фортеці Грозная. Натомість отримав Бамматулінське мюльке (володіння). 1821 року спільно з росіянами завдав поразки Аварському ханству. На території шамхальства дозволив спорудити фортецю Бурная. 1823 року лише за допомоги російських військ Мехті II зміг придушити антиросійське повстання в своїх володіннях на чолі із Умалат-ханом Буйнакським.
З 1827 року протягом двох років безуспішно запрошував до себе ісламського проповідника Газі-Мухаммада, а потім, після його приїзду, дозволив йому заняття проповідницькою діяльністю, а сам поїхав до Санкт-Петербургу для представлення новому російському імператорові Миколі I. З огляду на похилий вік клопотав перед ним про передачу шахмальства старшому синові Сулейман-Паши і запропонував проект споруди фортеці біля селища Темір-Хан-Шури під фортецю. Помер 1830 року помер на зворотньому шляху. Ця звістка призвела у 1831 році до повстання в шамхальстві.

## Родина
- Сулейман-Паша, тарковський шамхал в 1830—1836 роках
- Абу-Муслім-хан, тарковський шамхал в 1836—1860 роках